# Åke Rolfstadius
Rolf Åke Rolfstadius egentligen Rundquist, född 30 maj 1918 i Lunda församling, Södermanlands län, död 11 februari 1992 i Solna församling,Stockholms län
, var en svensk målare, tecknare, skulptör och keramiker.
Rolfstadius var son till stationsmästaren C Rundquist och Stina Jansson, samt gift med Aline Öhnell. Rolfstadius började som keramiker och etablerade Haga konstkeramik i Solna innan han övergick till skulptur och mosaikarbeten. Han studerade vid Grünewalds målarskola i Stockholm och Académie de la Grande Chaumière i Paris. Han studerade även mosaik för professor Giuseppe Bovini i Italien, samt vid Château Raffilly i Frankrike. Bland hans offentliga arbeten märks ett flertal monumentala arbeten i italiensk glasmosaik, guld och silverfärgade mosaiker för Cloettas entréhall[var?], en triptyk för Stensele kapell, reliefen Hamn på Karolinska sjukhuset samt ett antal altartavlor och utsmyckningar för olika ambassader[var?]. Tillsammans med sin fru utförde han ett krucifix för Gustaf Vasa kyrka i Stockholm. Hans bildkonst består av landskapsbilder från Medelhavet och Latinamerika, samt skulpturer i terrakotta, stengods och trä. Rolfstadius finns representerad vid Gustav VI Adolfs samlingar, Carl XVI Gustaf samling, Skissernas museum, Hälsinglands museum, Minneapolis Institute of Art, Art Institute of Chicago, Seattle Art Museum, Montreal Museum of Fine Arts och Borgå museum i Finland, samt i ett flertal landsting och kommuner. Han är begravd på Solna kyrkogård.